# Madeleine de Sinéty
Madeleine de Sinéty, née le 13 novembre 1934 à Chançay (Indre-et-Loire) et morte le 22 décembre 2011 à Rangeley (Maine), est une photographe franco-américaine.

## Biographie
Née dans une famille aristocratique, elle grandit au château de Valmer et en Algérie, où sa famille possède une plantation de dattes. Formée à l'École des arts décoratifs de Paris à la fin des années 50, elle travaille comme illustratrice pour différents journaux et magazines. Elle s'initie à la photographie en autodidacte à partir de 1972, lorsqu'elle s'installe dans la commune rurale de Poilley, au nord de Fougères (Ille-et-Vilaine), et qu'elle entreprend de photographier la vie quotidienne de ses habitants, dans une démarche à la fois artistique, personnelle et ethnologique. Ce travail considérable comprend plus de 56000 clichés noir et blanc ou couleurs. Après avoir épousé un Américain, Daniel Behrman, en 1978, elle s'établit en 1980 aux États-Unis, d'abord en Californie puis dans le Maine, participant aux ateliers du Maine Photo Workshop avec Mary Ellen Mark, Lucien Clergue et Arnold Newman, et poursuivant son travail de photographe de la vie rurale,.

### Expositions
Son œuvre fait l'objet d'une exposition (71 photos noir et blanc et couleurs) au Portland Museum of Art en 2011, peu de temps avant sa mort (Madeleine de Sinéty: Photographs). Une exposition spécifiquement dédiée à son travail à Poilley, regroupant 300 photos couleurs et intitulée Un village, est présentée au centre d'art contemporain GwinZegal de Guingamp en 2020, puis au musée Nicéphore-Niépce de Chalon-sur-Saône et au musée de Bretagne de Rennes en 2021,.

### Livres
En septembre 2020 sort un livre recueil de photos aux éditions GWINZEGAL intitulé tout simplement "Madeleine de Sinéty". Une vingtaine de pages de son journal intime y sont présentes à la fin.